# Hạc Trì
Hạc Trì là một huyện cũ thuộc tỉnh Phú Thọ, Việt Nam. Địa bàn huyện Hạc Trì gần tương ứng với thành phố Việt Trì hiện nay.

## Lịch sử
Huyện Hạc Trì được thành lập vào năm 1900 trên cơ sở tách một phần đất đai của hai huyện Sơn Vi và Phù Ninh. Khi mới thành lập, huyện có có 4 tổng, 30 làng.
Ngày 22 tháng 10 năm 1907, toàn quyền Đông Dương ra nghị định thành lập thị trấn Việt Trì và đặt trung tâm huyện lỵ Hạc Trì tại đây.
Năm 1927, chính quyền thực dân Pháp cắt làng Sơn Vi về phủ Lâm Thao. Toàn huyện lúc này có 4 tổng với 32 làng:
- Tổng Lâu Thượng có 9 làng: Dữu Lâu, Hạ Giáp, Lâu Hạ, Lâu Thượng, Việt Trì, Vĩnh Quế, Thuần Lương, Việt Hưng, Việt Lợi
- Tổng Cao Xá có 7 làng: Cao Xá, Cẩm Đội, Dục Mỹ, Phù Phong, Tề Lễ, Thụy Vân, Vĩnh Mộ
- Tổng Minh Nông có 8 làng: Minh Nông, Nỗ Lực, Nông Trang, Phú Nông, Phương Châu, Thanh Miếu, Thọ Sơn, Tiên Cát
- Tổng Phượng Lâu có 8 làng: Phượng Lâu, Kim Đức, Nhượng Bộ, Phú Nang, Phù Đức, Vân Luông, Yên Lão, Yên Thái.[3]

Ngày 7 tháng 6 năm 1957, Thủ tướng Chính phủ ban hành Nghị định số 240-TTg sáp nhập thị trấn Bạch Hạc thuộc huyện Vĩnh Tường, tỉnh Vĩnh Phúc về thị trấn Việt Trì và chuyển thành thị xã Việt Trì.
Ngày 2 tháng 1 năm 1960, Thủ tướng Chính phủ ban hành Nghị định số 003-TTg sáp nhập ba xã: Chính Nghĩa, Sông Lô, Trưng Vương của huyện Hạc Trì vào thị xã Việt Trì.
Ngày 4 tháng 6 năm 1962, Hội đồng Chính phủ ra Quyết định số 65-CP thành lập thành phố Việt Trì trực thuộc tỉnh Phú Thọ trên cơ sở thị xã Việt Trì và 4 xã: Lâu Thượng, Minh Khai, Minh Phương (trừ xóm Minh Phú), Tân Dân thuộc huyện Hạc Trì. Cùng năm, giải thể huyện Hạc Trì, địa bàn sáp nhập vào thành phố Việt Trì và hai huyện Lâm Thao, Phù Ninh.
Từ đó, huyện Hạc Trì không còn tồn tại.